# 岡野昌雄
岡野 昌雄（おかの まさお、1939年 - ）は、日本の哲学者、国際基督教大学名誉教授。専門は西洋古代中世哲学。

## 来歴
東京生まれ。国際基督教大学卒。京都大学大学院文学研究科博士課程満期退学。1968年国際基督教大学に着任。専任講師、助教授、準教授、教授を歴任。1996年「アウグスティヌス『告白』研究」で京大文学博士。2003年退任、名誉教授、2011年までフェリス女学院学院長。

## 著書
- アウグスティヌス『告白』の哲学 創文社 1997.10
- イエスはなぜわがままなのか　アスキー新書　2008.6
- 信じることをためらっている人へ 新教出版社　2016.5

## 共編著
- 古典解釈と人間理解 田中敦共編 山本書店 1986.9

## 翻訳
- マニ教駁論集 アウグスティヌス著作集 第7巻 教文館 1979.3
- 神の国 4 大島春子共訳 アウグスティヌス著作集 第14巻 教文館 1980.12
- 古代哲学史 タレスからアウグスティヌスまで A.H.アームストロング 川田親之共訳 みすず書房 1987.3
- ヨハネによる福音書講解説教 3 茂泉昭男共訳 アウグスティヌス著作集 第25巻 教文館 1993.8
- パウロの手紙・ヨハネの手紙説教 田内千里,上村直樹,茂泉昭男共訳 アウグスティヌス著作集 26 教文館 2009.12